# Omo Osaghae
Omoghan « Omo » Osaghae (né le 18 mai 1988 à Lubbock) est un athlète américain, spécialiste du 110 mètres haies.

## Biographie
Étudiant à l'Université Texas Tech à Lubbock au Texas, il remporte le titre de champion des États-Unis en salle du 60 mètres haies en 2011, 2013 et 2014.
En mars 2014, Omo Osaghae participe à son premier championnat inter-continental à l'occasion des championnats du monde en salle de Sopot, en Pologne. Il s'impose en finale en 7 s 45, devant les Français Pascal Martinot-Lagarde et Garfield Darien, et améliore de 4/100e son record personnel qu'il avait établi lors des demi-finales. 

### Palmarès
| Date | Compétition                    | Lieu  | Résultat | Épreuve    | Temps  |
| ---- | ------------------------------ | ----- | -------- | ---------- | ------ |
| 2014 | Championnats du monde en salle | Sopot | 1er      | 60 m haies | 7 s 45 |

### Records
| Épreuve     | Performance | Lieu   | Date        |
| ----------- | ----------- | ------ | ----------- |
| 60 m haies  | 7 s 45      | Sopot  | 9 mars 2014 |
| 110 m haies | 13 s 23     | Norman | 15 mai 2011 |